# Kohlbühl (Kohlberger Höhenrücken)
Der Kohlbühl ist eine 589 m ü. NHN  hohe Erhebung  im Oberpfälzischen Hügelland im südwestlichen Bereich der Gemeinde Kohlberg (Oberpfalz) im Landkreis Neustadt an der Waldnaab in Bayern.

## Geographie

### Geographische Lage
Der Kohlbühl liegt im südwestlichen Bereich der Gemeinde Kohlberg (Oberpfalz). 

### Naturräumliche Zuordnung
Der Kohlbühl liegt im Norden des Oberpfälzischen Hügellandes. Da von den Einzelblättern 1:200.000 zum Handbuch der naturräumlichen Gliederung Deutschlands das Blatt 154/155 Bayreuth nicht erschienen ist, existiert für den Nordteil des Oberpfälzischen Hügellandes keine Feingliederung.
In einschlägiger Fachliteratur wird die geologische Untereinheit, in der der Kohlbühl liegt, als Kohlberger Höhenrücken bezeichnet.

## Kultur und Sehenswürdigkeiten

### Gipfelkreuz
Das Gipfelkreuz auf dem Kohlbühl wurde von einer Gruppe junger Männer, die sich "Eiserne Clique" nannte, am Karsamstag, dem 2. April 1983, aufgestellt. Nachdem das ursprüngliche Kreuz morsch geworden war, ersetzte man das Kreuz am Karsamstag, dem 11. April 1998, durch ein neues Kreuz mit stabilen Balken aus Eichenholz. Zudem wurde eine Ruhebank aufgestellt. Im Jahr 2020 wurde das abermals vermorschte Kreuz durch ein Exemplar aus Eschenholz ausgetauscht.